# Gorekia crassicirris
Gorekia crassicirris är en ringmaskart som först beskrevs av Willey 1902.  Gorekia crassicirris ingår i släktet Gorekia och familjen Polynoidae. Inga underarter finns listade i Catalogue of Life.